# James Ward Packard
James Ward Packard (Warren, 5 novembre 1863 – Cleveland, 20 marzo 1928) è stato un imprenditore statunitense, fondatore, insieme al fratello William Doud Packard, del marchio automobilistico Packard. È stato ammesso all’Automotive Hall of Fame nel 1999.

## Biografia
Nato a Warren, nell'Ohio, James Ward Packard frequentò la Lehigh University. Nel 1890 fondò con il fratello William Doud Packard la Packard Electric Company, che era un'azienda produttrice di lampade ad arco. Nel 1893, i due fratelli instaurarono un partenariato con George L. Weiss, un azionista della Winton Motor Carriage Company, per formare la casa automobilistica Packard & Weiss. La prima autovettura Packard fu commercializzata nel 1899. Nel 1900 la compagnia cambiò nome in Ohio Automobile Company, e nel 1902 venne rinominata Packard Motor Car Company a seguito dell'ingresso di nuovi investitori. L'azienda si trasferì a Detroit nel 1903. Nel 1954 la Packard si fuse con la Studebaker per formare la Studebaker-Packard Corporation, che produsse l'ultima vettura marchiata Packard nel 1958.
Dopo che la sua compagnia fu trasferita a Detroit nel 1903, i fratelli Packard focalizzarono le attività anche sulla produzione di impianti elettrici per autovetture, tramite la Packard Electric Company. La General Motors acquistò quest'ultima nel 1932, rinominandola Delphi Packard Electric Systems nel 1995. L'azienda diventò indipendente nel 1999.
Packard si ammalò tre anni prima della morte e visse gli ultimi 16 mesi all'ospedale di Cleveland, dove morì.
Il Packard Park a Warren, Ohio, è un parco il cui terreno è stato donato dai fratelli Packard. I laboratori Packard nella Lehigh University è stato fondato da James Packard e venne completato nel 1929, un anno dopo la sua morte.